# 함춘원
함춘원(含春園)은 창경궁의 후원으로 창경궁 홍화문 동쪽 지금의 대한민국 서울대학교 의과대학 부속병원 부근 일대에 해당한다. 조선 궁궐의 후원은 창경궁 요금문(曜金門) 서쪽, 경희궁 개양문(開陽門) 남쪽 등에 있었다고 《동국여지비고》(東國輿地備攷)에 기록하고 있고 둘 모두 이름이 함춘원으로 같지만, 이 가운데 지금까지 그 유지가 남아 있고, 입지나 규모로 보아 가장 대표적인 것이 창경궁 동쪽에 있는 것이다. 처음엔 북쪽에 경모궁이 따로 있었으나 현재는 둘 모두 합쳐 서울 경모궁지로 관리된다. 서울 경모궁지는 함춘원지라는 이름으로 1973년 대한민국의 사적 237호에 지정되었다가 2011년에 현재의 이름으로 바뀌었다. 현재는 함춘문(含春門)과 석단(石壇)만이 남아 있다.

## 역사
함춘원은 성종 15년(1484년) 창경궁을 창건하면서 풍수지리설에 의해 궁궐 동편의 지세를 보강하기 위하여 이곳에 나무를 심고 담을 둘러 잡인의 출입을 금하였던 것에서 시작되었다. 그리하여 성종 24년(1493) 2월에 함춘원이란 이름이 정식으로 붙여져 창경궁 부속 후원(後苑)이 되었다.
연산군 때에는 함춘원 담장 밖 높은 지역의 민가를 철거하여 구역을 확장하고, 기묘한 화초를 심어 더욱 심원하고 엄숙하게 하였다. 담 밖에는 별정군(別定軍)을 배치하여 일반인의 통행을 금하고, 대문과 함께 함춘원 북쪽에 성을 쌓기도 하였다. 그 후 중종은 철거당한 사람들을 다시 돌아와 살게 하였다. 임진왜란 때에는 당시 덕빈(德嬪)의 시신(屍身)이 임시로 매장되기도 하는 등 점차 함춘원의 관리가 소홀해졌으며, 인조 때에는 함춘원의 절반을 태복시(太僕寺)에 나눠주면서 이후 140여년간 방마장(放馬場)으로 사용되었다.

## 함춘문
함춘문은 정면 3칸 측면 2칸의 맞배집이며, 앞면과 뒷면의 기둥은 두리기둥이고 가운데 기둥은 네모기둥으로 여기에 각각 문을 달고 창방 위에는 안상을 끼우고 홍살을 달았다. 공포는 초익공(初翼工)으로 매우 간결하며 겹처마이다. 조선후기의 세련된 건물 중의 하나라고 할 수 있다. 석단의 길이는 약 30m, 폭은 약 18m가 되는데 전면 4곳에 돌계단이 있다.

## 참고 문헌
본 문서에는 서울특별시에서 지식공유 프로젝트를 통해 퍼블릭 도메인으로 공개한 저작물을 기초로 작성된 내용이 포함되어 있습니다.